# O Outro
O Outro é uma telenovela brasileira produzida e exibida pela TV Globo de 23 de março a 9 de outubro de 1987, em 173 capítulos. Substituiu Roda de Fogo e foi substituída por Mandala, sendo a 37ª "novela das oito" exibida pela emissora.
Escrita por Aguinaldo Silva, com colaboração de Ricardo Linhares, tem direção de Fred Confalonieri, Ignácio Coqueiro e José de Abreu e direção geral de Gonzaga Blota, Ricardo Waddington e Del Rangel. A trama é muito semelhante a história da novela Vidas Cruzadas (1965) da TV Excelsior.
Conta com as atuações de Francisco Cuoco, Yoná Magalhães, Natália do Valle, Malu Mader, Herson Capri, Beth Goulart, Miguel Falabella e Marcos Frota nos papéis principais.

## Enredo
"O tema já foi explorado, mas a maneira de contar a história será sempre diferente (...) Cada personagem tem o seu outro, só que dentro dele mesmo. E de certa forma, todos, de algum modo lutam para que ele não aflore, o que inevitavelmente vai acontecer em algum momento. Todos os personagens escondem dentro de si lados bem diferentes, como todos os seres humanos".

—Aguinaldo Silva.
A trama se desenrola entre os diferentes mundos de dois homens idênticos fisicamente na cidade do Rio de Janeiro. O empresário Paulo Della Santa (Francisco Cuoco) é um homem atormentado com a família e os negócios em crise. A esposa fútil e mais jovem, Laura (Natália do Vale), luta para manter o casamento, apesar da torcida contra de Marília (Beth Goulart) e Pedro Ernesto (Marcos Frota), filhos de Paulo. O irmão de Laura, o inescrupuloso João Silvério (Miguel Falabella), também faz tudo para colocar as mãos no dinheiro do cunhado.
Já o negociante Denizard de Mattos (Francisco Cuoco), dono de um ferro-velho, é uma figura simples, do povo do subúrbio carioca. Viúvo bronco, pai da jovem Zezinha (Cláudia Abreu), ele mantém um caso amoroso com a esfuziante Índia do Brasil (Yoná Magalhães), sua secretária. O sócio de Denizard, Nininho Americano (Tonico Pereira), e seu comparsa, o bandido Vidigal (Ewerton de Castro),  pretendem transformar o ferro-velho em um local para desmontar carros roubados, contra a vontade de Denizard, homem incorruptível.
Paulo e Denizard, que vivem sem saber que são sósias, – mesmo morando no mesmo local, a avenida Atlântica –, acabam se encontrando no banheiro de um posto de gasolina, momentos antes do lugar explodir e incendiar-se, com Vidigal sendo o único a presenciar a cena. Resgatado no lugar de Paulo e confundido com ele, Denizard acaba por tomar o lugar do empresário e, mesmo depois que seu segredo é descoberto, a farsa é mantida por interesse dos adversários que desejavam tomar o poder de seu sósia. Entretanto, aproveitando-se da troca de identidade, Paulo decide lutar para retornar e retomar seu lugar de direito.
Paulo, desaparecido, é dado como morto, e Denizard, com amnésia, ocupa o seu lugar ante a família e os negócios, sem que ninguém desconfie de sua verdadeira identidade. De um lado está a família de Denizard, preocupada com o seu sumiço; do outro, está a família de Paulo, tentando reintegrar um homem sem memória ao convívio de todos.
A troca de identidade dos sósias não é segredo para a hippie Glorinha da Abolição (Malu Mader), jovem que vende artesanato no calçadão de Copacabana e acaba se apaixonando por Denizard enquanto ele está sob a identidade de Paulo. Ela é filha da governanta Vilma (Arlete Salles) e sequer imagina ser filha biológica do verdadeiro Paulo, segredo esse mantido a sete chaves por sua mãe, que desespera-se  ao acreditar que Glorinha esteja se envolvendo com o próprio pai.
No edifício Sobre as Ondas, localizado em Copacabana, outros personagens da trama se cruzam: as belas Dodô (Ísis de Oliveira) e Dedé (Luma de Oliveira) que são mãe e filha; o professor de ginástica Cordeiro de Deus (Jonas Mello); o síndico moralista Demerval (Lutero Luiz); a fuxiqueira ex-vedete Dona Liúba (Eva Todor); e o casal que vive feito cão e gato, Edwiges (Cláudia Raia) e Genésio (José de Abreu). Há também um mistério em torno da identidade do Perfumado, figura que persegue as mulheres pelas redondezas à noite. Ao final, descobre-se que é Gato (Milton Rodrigues), dono do bar onde os personagens se encontravam.

## Elenco
| Interprete        | Personagem                                       |
| ----------------- | ------------------------------------------------ |
| Francisco Cuoco   | Paulo Della Santa                                |
| Francisco Cuoco   | Denizard de Mattos                               |
| Natália do Valle  | Laura Antunes Della Santa                        |
| Yoná Magalhães    | Índia do Brasil                                  |
| Malu Mader        | Glorinha da Abolição (Glorinha de Rocha Miranda) |
| Beth Goulart      | Marília Della Santa                              |
| Miguel Falabella  | João Silvério Antunes                            |
| Marcos Frota      | Pedro Ernesto Della Santa                        |
| Cláudia Abreu     | Maria José de Mattos (Zezinha)                   |
| José Lewgoy       | Agostinho Della Santa                            |
| Eva Todor         | Liúba / Fada Gabor                               |
| Flávio Galvão     | Benjamin Vieira                                  |
| Elaine Cristina   | Ivete                                            |
| Arlete Salles     | Vilma                                            |
| Cláudia Raia      | Edwiges                                          |
| Herson Capri      | Gabriel                                          |
| José de Abreu     | Genésio                                          |
| Ewerton de Castro | Vidigal                                          |
| Stepan Nercessian | Delegado Barbosão                                |
| Ísis de Oliveira  | Doralice Brandão (Dodô)                          |
| Luma de Oliveira  | Débora Brandão (Dedé)                            |
| Tonico Pereira    | Nininho Americano (Valdecir Machado)             |
| Wanda Kosmo       | Yolanda Coutinho                                 |
| Lutero Luiz       | Demerval Parente                                 |
| Jonas Mello       | Cordeiro de Deus                                 |
| Antônio Pompeo    | Batista                                          |
| Rosane Gofman     | Monalisa Braga                                   |
| Ilva Niño         | Belmira                                          |
| Cristina Galvão   | Cida                                             |
| Augusto Olímpio   | Cavaquinho                                       |
| Milton Rodrigues  | Gato / O Perfumado                               |
| Valter Santos     | Melo Mendonça                                    |
| Melise Maia       | Selma                                            |
| Cláudio Ferrario  | Baixinho                                         |
| Fernando Almeida  | Lico                                             |
| Anselmo Lyra      | Júnior                                           |
| Carolina Moura    | Bianca                                           |

### Participações especiais
| Interprete          | Personagem                      |
| ------------------- | ------------------------------- |
| Sérgio Britto       | Caio Graco Della Santa          |
| Zilka Salaberry     | Cigana                          |
| Emiliano Queiroz    | Delegado Antenor                |
| Leonardo José       | Eduardo                         |
| Cleonir dos Santos  | Abraão                          |
| Leda Borba          | Tereza                          |
| Adelaide Palete     | Madalena                        |
| Josias de Almeida   | Olegário                        |
| Gisele Fraga        | Concorrente de Dedé no concurso |
| Nani Venâncio       | Concorrente de Dedé no concurso |
| Paula Burlamaqui    | Concorrente de Dedé no concurso |
| Augusto Xavier      | Ronald Figueiredo               |
| Marina Lira         | Lizete                          |
| Cleyde Blota        | Jurema                          |
| José Augusto Branco | Médico                          |
| Regina Duarte       | Juíza                           |
| Ida Gomes           | Promotora                       |
| Ivan Cândido        | Promotor                        |
| Germano Filho       | Padeiro                         |
| Paulo Figueiredo    | Hércules                        |
| Paulo Cintura       | Ele mesmo                       |
| Abrahão Farc        | Morador do asilo                |
| Eliana Ovalle       | Alzira                          |
| Breno Bonin         | Gallo                           |
| Alfredo Murphy      | Capanga                         |
| Ricardo Waddington  | Esquiador                       |

## Produção
Para escrever O Outro, Aguinaldo Silva fez uso da literatura e do cinema, como o filme épico japonês Kagemusha, de Akira Kurosawa; o romance O Duplo, de Fiódor Dostoiévski; e o filme de ficção científica estadunidense O Segundo Rosto, de John Frankenheimer. Mas foi o filme noir O Terceiro Homem, de Carol Reed, a principal fonte de inspiração do autor. Aguinaldo convidou Ricardo Linhares para a colaboração do roteiro. Ricardo escrevia capítulos inteiros da novela, não importava a história que estava no capítulo, tanto a principal quanto as paralelas. Ele escrevia para todos os núcleos. Aguinaldo e Ricardo se conheceram na primeira oficina da Casa de Criação Janete Clair, criada em 1985 por Dias Gomes para elaborar e selecionar roteiros para as produções teledramatúrgicas da TV Globo. Aguinaldo Silva homenageava a doutrina espírita com o personagem Denizard, que era espírita na novela. O nome verdadeiro de Allan Kardec, codificador dessa doutrina filosófico-religioso-científica, era Hypolite-Léon Denizard Rivail.
Durante a produção de O Outro, houve acusações de que a novela seria uma releitura de Vidas Cruzadas, trama que Ivani Ribeiro escreveu para a Rede Excelsior em 1965 e que tinha uma história muito semelhante.

### Escolha do elenco
Francisco Cuoco foi escolhido para interpretar os sósias Paulo Della Santa e Denizard de Mattos, o ator estava afastado havia três anos das novelas, desde o final de Eu Prometo. Para interpretar Glorinha da Abolição, a atriz Malu Mader adotou um visual desleixado, com o cabelo meio despenteado e sem maquiagem. Betty Faria seria Índia do Brasil, personagem que acabou ficando com Yoná Magalhães. A primeira cogitada para viver Laura foi Glória Menezes e depois Vera Fischer, ambas recusaram o papel. Natália do Valle foi escolhida, em ascensão na época devido ao sucesso de Cambalacho, no ano anterior. O nome da sua personagem seria Edith, depois se tornou Laura. Cláudia Abreu foi escalada para interpretar Zezinha ainda quando participava das gravações da novela Hipertensão e portanto apareceu simultaneamente nos primeiros capítulos de O Outro e nos últimos capítulos da novela das sete horas, onde sua personagem, Luzia, assassinada no início da novela, apareceu em flashbacks para o desfecho de sua trama. Junto com o humorista Paulo Cintura, as então modelos Paula Burlamaqui, Nani Venâncio e Gisele Fraga participaram como concorrentes de Dedé, de Luma de Oliveira no concurso da modelo revelação de 1987, Garota do Pepino 87. Luma de Oliveira fez de sua personagem Dedé um grande sucesso. Tanto que estampou a capa da revista Playboy por duas vezes, quase seguidas: em setembro de 1987, durante a exibição da novela, e novamente, seis meses depois, em março de 1988. Um dos principais dubladores do Brasil, o já falecido Cleonir dos Santos, fez uma ponta nessa novela como o porteiro Abraão. Zilka Sallaberry chegou a ser confundida com uma cigana quando passou a integrar um grupo de ciganos, para viver a personagem Francesca.

### Gravação
Algumas cenas de O Outro foram gravadas em Copacabana, na Zona Sul do Rio de Janeiro, na cidade cenográfica de Guaratiba, na Zona Oeste, que reproduzia ruas do bairro carioca. A novela também teve cenas gravadas na Argentina, quando Paulo Della Santa e Glorinha da Abolição fazem uma viagem romântica. O diretor da novela, Ricardo Waddington, também participou da trama como um jovem esquiador que paquera Glorinha, deixando Paulo com ciúmes.
Ainda nos capítulos iniciais da trama, Marcos Paulo foi substituído por Gonzaga Blota na direção de O Outro. O então diretor de núcleo do horário das 20 horas, Paulo Afonso Grisolli, não gostou das cenas gravadas pelo diretor Marcos Paulo, alegando falta de qualidade técnica e figurinos inadequados. Era comentário nos bastidores da novela que a má qualidade das cenas devia-se a má vontade da produção com Marcos Paulo, que na época alegou cansaço para sua saída. Porém, um mês depois, ele entrava para o elenco de Brega & Chique, como ator. Aguinaldo Silva chegou a criar um personagem especialmente para Marcos Paulo, mas que acabou sendo recusado por ele. O personagem, Gabriel, foi vivido por Herson Capri. Com a saída do diretor, as gravações foram suspensas. O próprio Paulo Afonso chegou a dirigir algumas cenas. O novo diretor escolhido por Paulo foi Gonzaga Blota, que refez todas as cenas. José Lewgoy também desentendeu-se com a produção da trama e acabou sendo afastado definitivamente pelo autor. Em consequência disso, seu personagem, o simpático Agostinho, morreu.
Logo no início das gravações, há uma cena em que Paulo Della Santa sonha estar enforcando um homem idêntico a ele. Para colocar o ator Francisco Cuoco contracenando com ele mesmo, foi cogitada o uso de uma máscara de borracha, feita a partir do rosto do ator, que seria vestida por algum figurante. a produção contratou uma equipe de São Paulo especializada em máscaras mortuárias que faria uma cabeça de acrílico com as feições de Francisco Cuoco, a partir de um molde de gesso colocado sobre o rosto do ator, porém o gesso ficou preso ao rosto do ator, pois havia se secado e também por causa da barba do ator que ficou presa ao gesso. Chegaram a sugerir até mesmo que fosse chamado um especialista do IML. Durante cinco horas, Francisco Cuoco ficou respirando por um canudinho no nariz, a máscara foi retirada com o auxílio de martelo e talhadeira. Segundo o ator, que se recorda da história com muito humor, sua barba, até hoje, tem falhas devido ao episódio. A cena do encontro dos personagens acabou sendo gravada de outro forma, primeiro gravou-se Cuoco vestido como Paulo, depois, como Denizard. A edição encarregou-se da montagem. Francisco Cuoco contou com o auxílio de um dublê nos primeiros capítulos, Victor Lopes. Os dois sósias moravam no mesmo local, a avenida Atlântica, mas nunca haviam se encontrado.

## Exibição

### Outras Mídias
Nunca reprisada, foi disponibilizada na íntegra no Globoplay em 2 de dezembro de 2024, como parte do Projeto Resgate. No entanto, um dos 173 capítulos exibidos foi perdido, o 133 (nomeado no acervo como 139A) de 31 de agosto de 1987.

## Recepção
O Outro chegou a perder em alguns momentos (tanto em audiência como em repercussão) para os folhetins do horário das 7 na época: Brega & Chique de Cassiano Gabus Mendes e Hipertensão da Ivani Ribeiro. Em contrapartida sua média de audiência foi superior a de Roda de Fogo sua antecessora e Mandala sua sucessora e também conseguiu repercutir os personagens Índia do Brasil e Glorinha da Abolição (Malu Mader).
A trilha internacional foi uma das mais vendidas da história.

### Acusações de Plágio
Em 1986 a autora Tânia Lamarca acusou o autor Aguinaldo Silva de ter copiado a sua sinopse "Enquanto Seu Lobo Não Vem" que ela enviou para a casa de criação da Globo um ano antes.

## Música

### Nacional
Capa: Luma de Oliveira
1. Mar de Copacabana – Gilberto Gil (tema de Índia do Brasil)
2. Quero Ficar Com Você – Maria Bethânia (tema de Laura)
3. Nosso Amor a Gente Inventa (Estória Romântica) – Cazuza (tema de Marília e João Silvério)
4. Doublé de Corpo – Heróis da Resistência (tema de Dedé)
5. Esquece e Vem – Nico Rezende (tema de Laura e Denizard)
6. Kátia Flávia – Fausto Fawcett & Os Robôs Efêmeros (tema de locação: Copacabana)
7. Amanhã é 23 – Kid Abelha (tema de Glorinha da Abolição)
8. Fogo de Saudade – Beth Carvalho (tema de Agostinho)
9. O Mundo é Um Moinho – Ney Matogrosso (tema de Edwiges e Genésio)
10. Quem Me Olha Só – Barão Vermelho (tema de Gabriel)
11. Retratos e Canções – Sandra Sá (tema de Pedro Ernesto e Zezinha)
12. Flores em Você – Ira! (tema de abertura)

### Internacional
Capa: Malu Mader
1. Coming Around Again – Carly Simon (tema de Índia do Brasil)
2. Don't Dream It's Over – Crowded House (tema de Denizard)
3. The Miracle Of Love - Eurythmics (tema de Marília e João Silvério)
4. At The Back Of My Heart – M.C.R. (tema de locação)
5. You're The Voice – John Farnham (tema de locação)
6. Words Get In The Way – Gloria Estefan & Miami Sound Machine (tema de Laura)
7. This Love – Bad Company (tema de Dedé)
8. Don't Get Me Wrong – Pretenders (tema de Glorinha da Abolição)
9. Two People – Tina Turner (tema de Pedro Ernesto e Zezinha)
10. Never Gonna Leave You – Subject (tema de locação)
11. Stay The Night – Benjamin Orr (tema de locação)
12. Foolish Pride – Sasha (tema romântico geral)
13. I'll Be Over You – Toto (tema de Edwiges e Genésio)
14. Thousand Miles From Home – Jim Porto (tema de Gabriel)